# Cmentarz ewangelicko-augsburski przy ulicy Ogrodowej w Łodzi
Cmentarz ewangelicko-augsburski przy ulicy Ogrodowej w Łodzi – cmentarz powstały w 1855 roku w Łodzi.
Początkowo zajmował obszar 3 hektarów. Pomiędzy 1888 a 1895 rokiem powiększono go do obecnych rozmiarów 9,5 hektara. Jest najciekawszą częścią nekropolii trójwyznaniowej w Łodzi. Znajdują się na nim wybitne przykłady architektury funeralnej. Uwagę przykuwa mauzoleum małżonków Moenke, okazały grobowiec Juliusza Kunitzera, czy niezwykle ciepły w formie grobowiec Sophie Biedermann. Jednak najcenniejszym zabytkiem nekropolii jest neogotycka kaplica grobowa Karola Scheiblera i jego rodziny. Na cmentarzu znajdują się mauzolea i pola grobowe łódzkich fabrykantów: Anstadtów, Geyerów, Biedermannów, Grohmanów czy Scheiblerów.

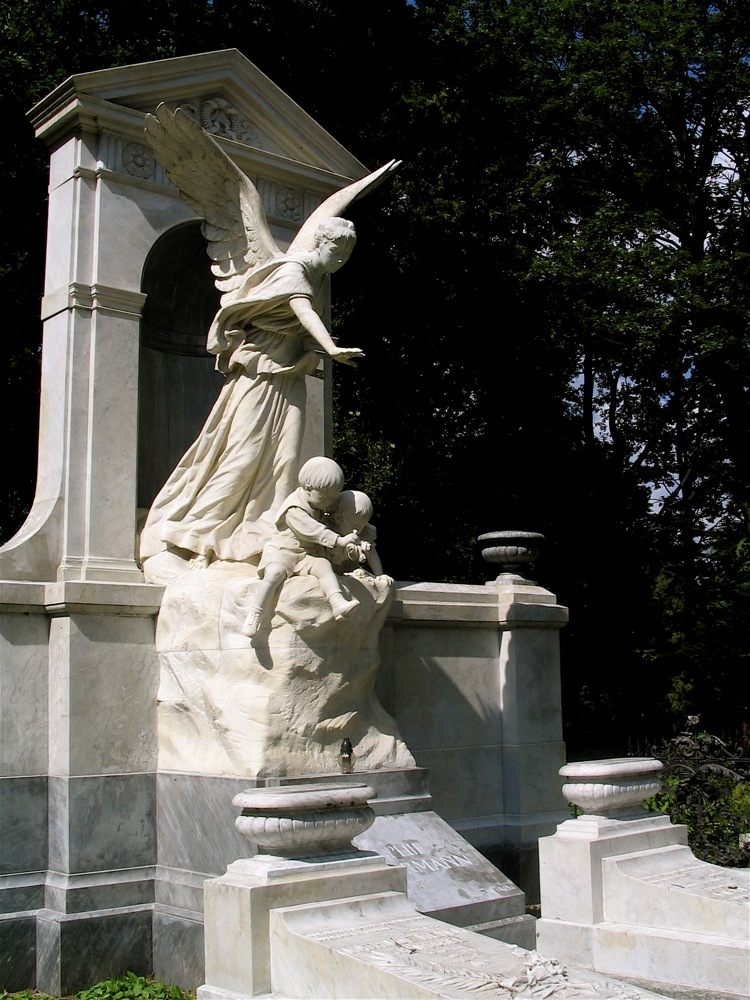
Pomnik Sophie Biedermann
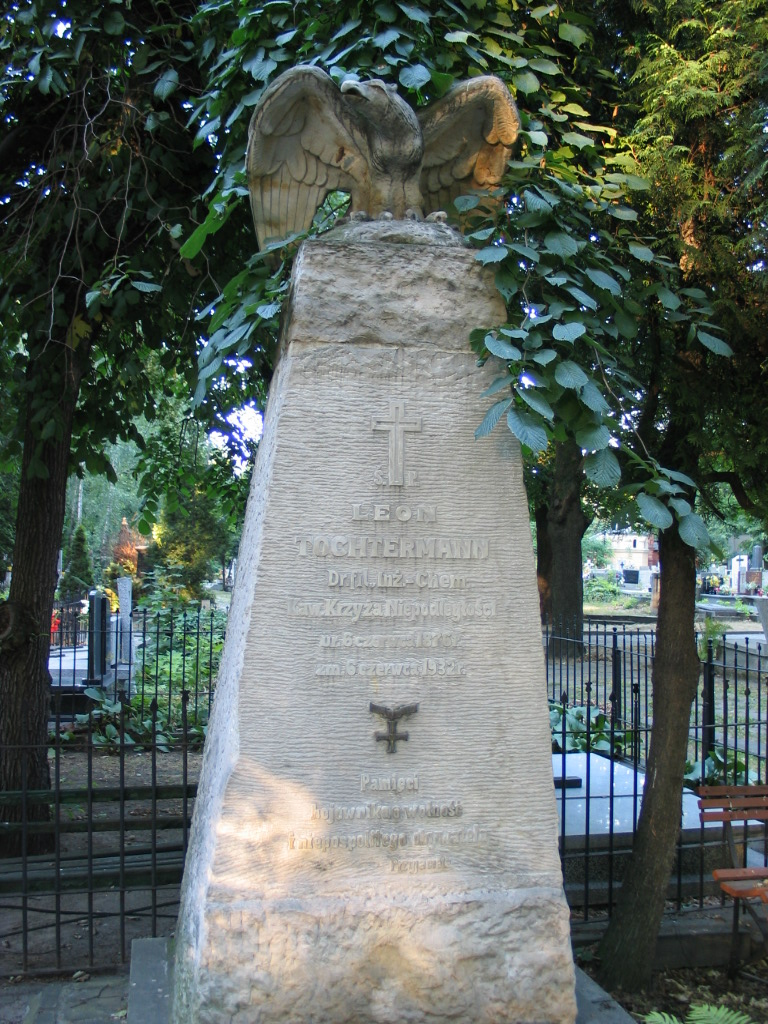
Nagrobek działacza niepodległościowego Leona Tochtermanna
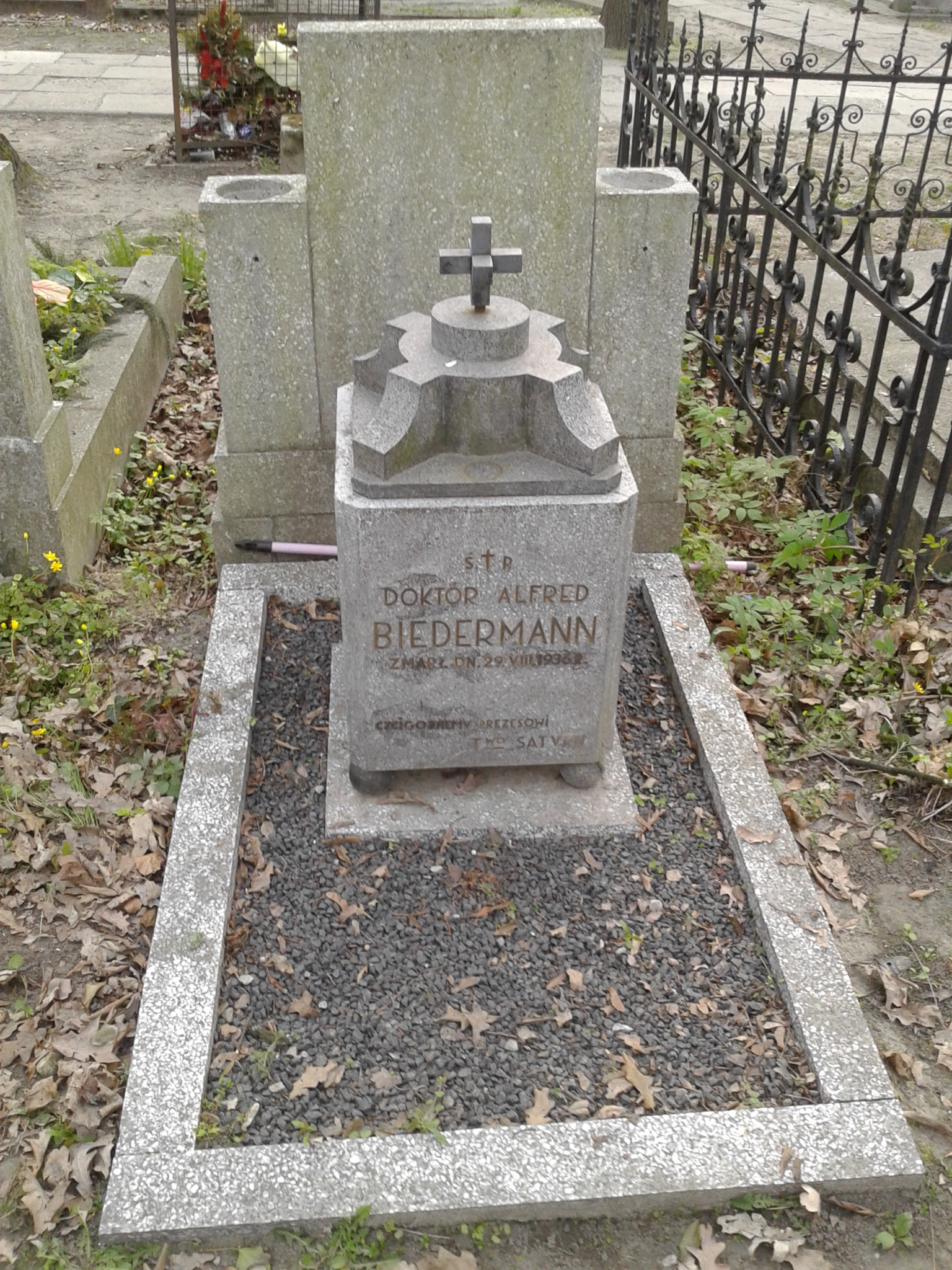
Grób przemysłowca Alfreda Biedermanna
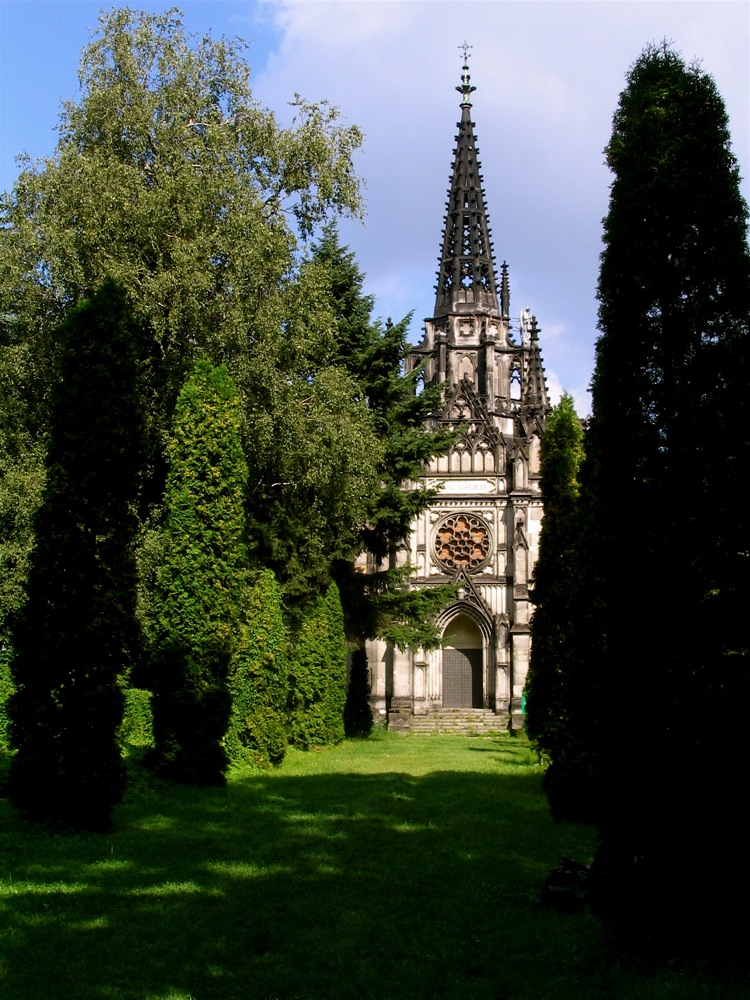
Kaplica-mauzoleum Karola Scheiblera
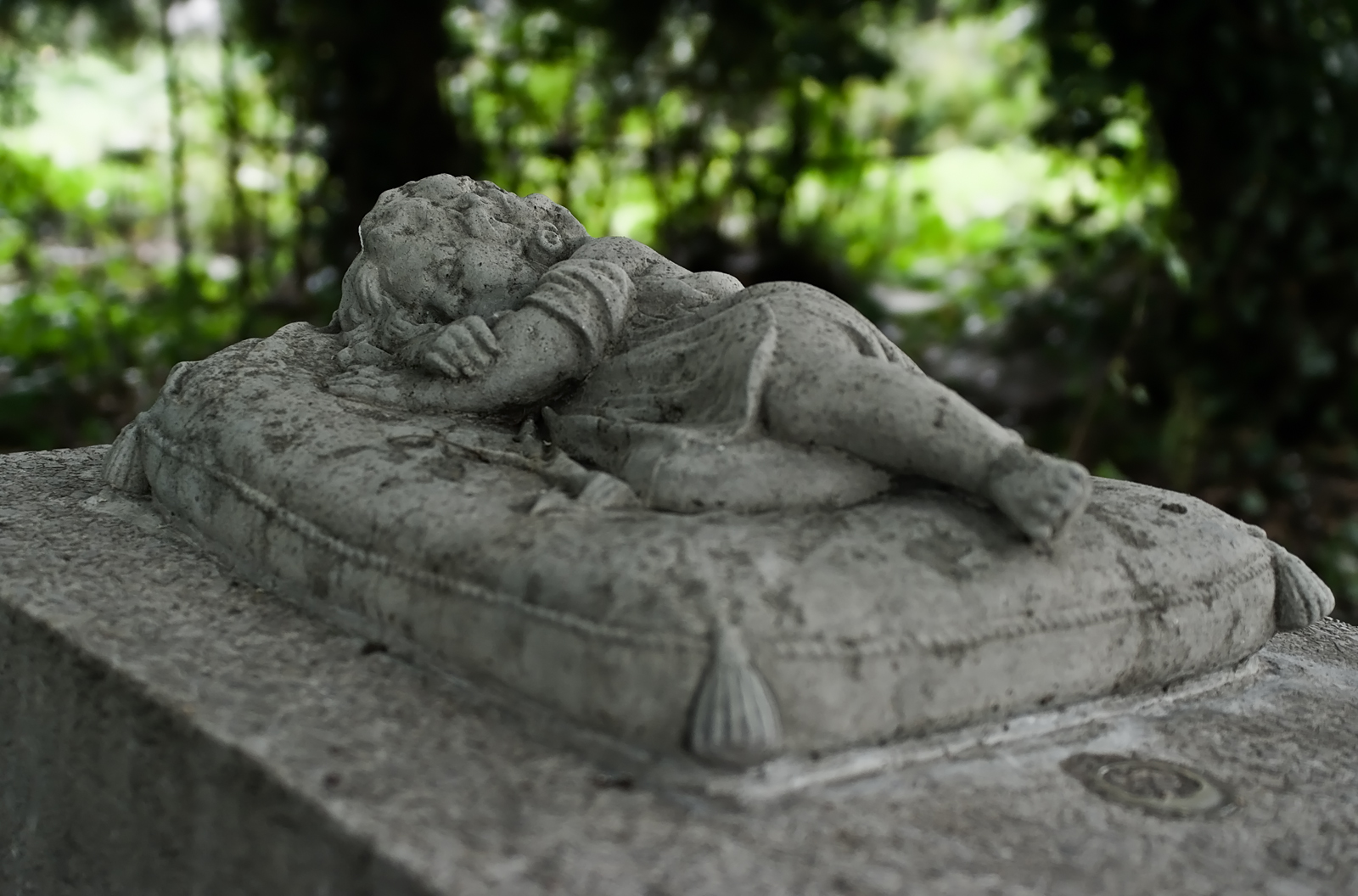
grób 4-letniego Gustawa Pietlicha
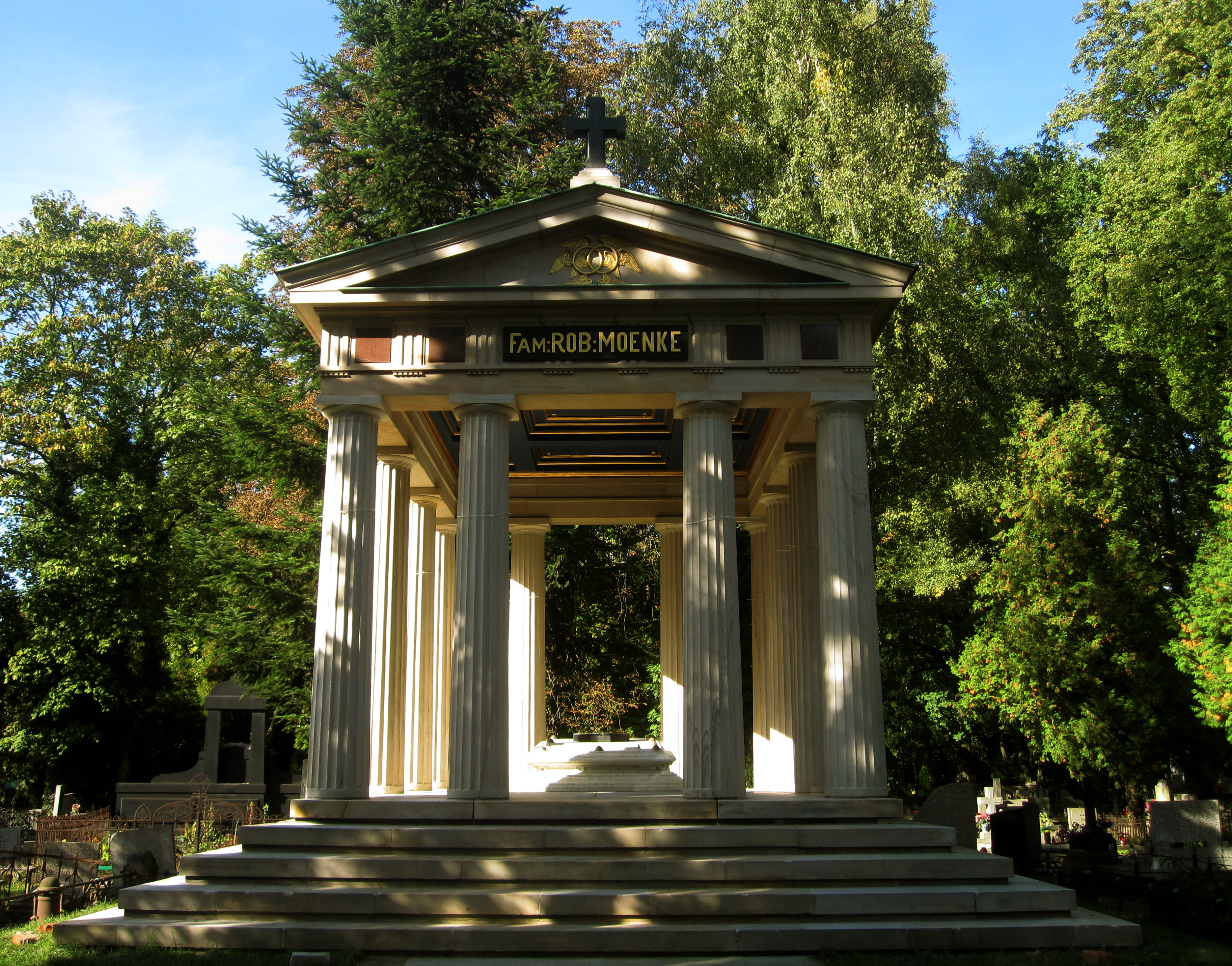
Mauzoleum małżonków Moenke
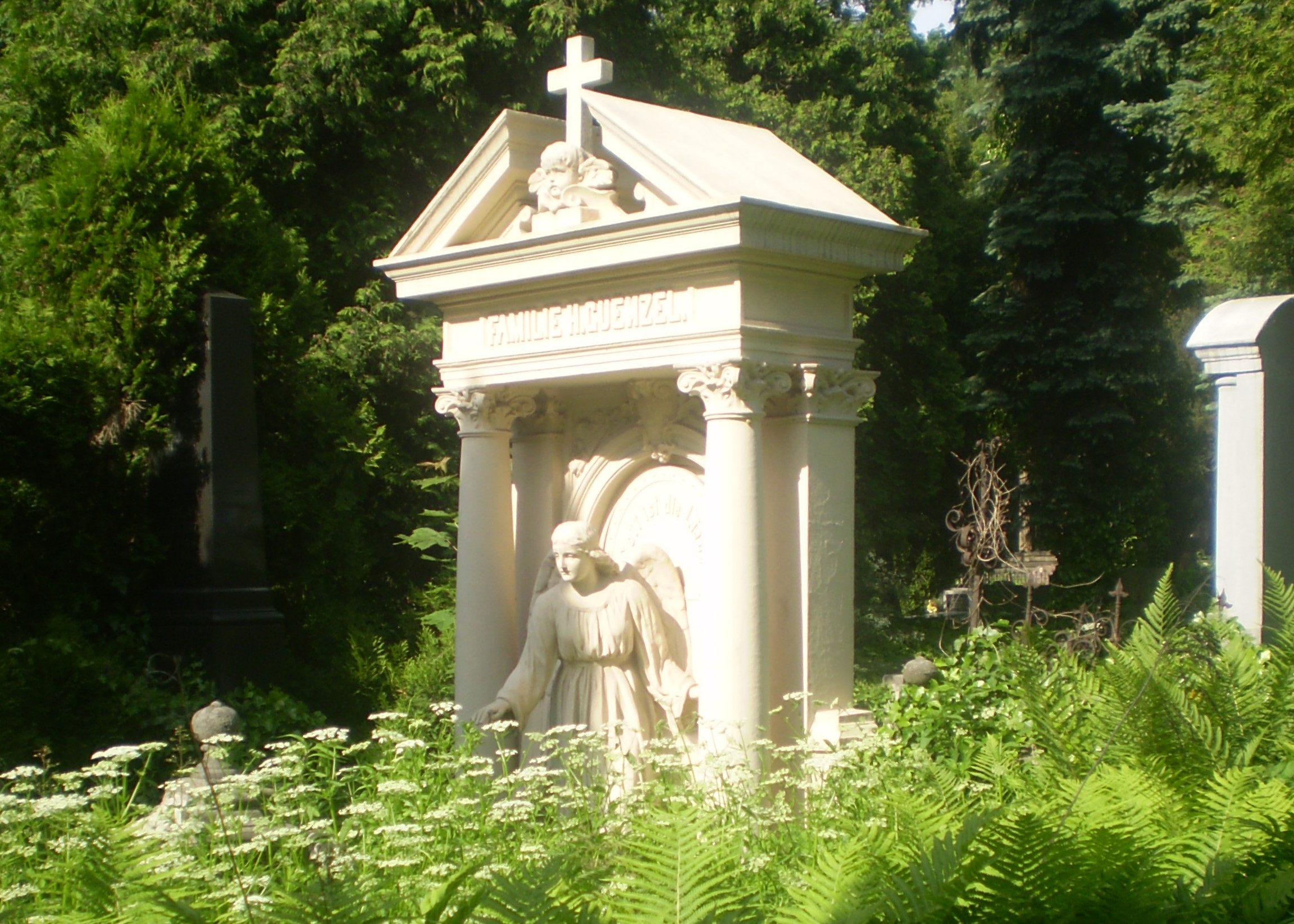
grób Hermanna Ernesta Guenzela
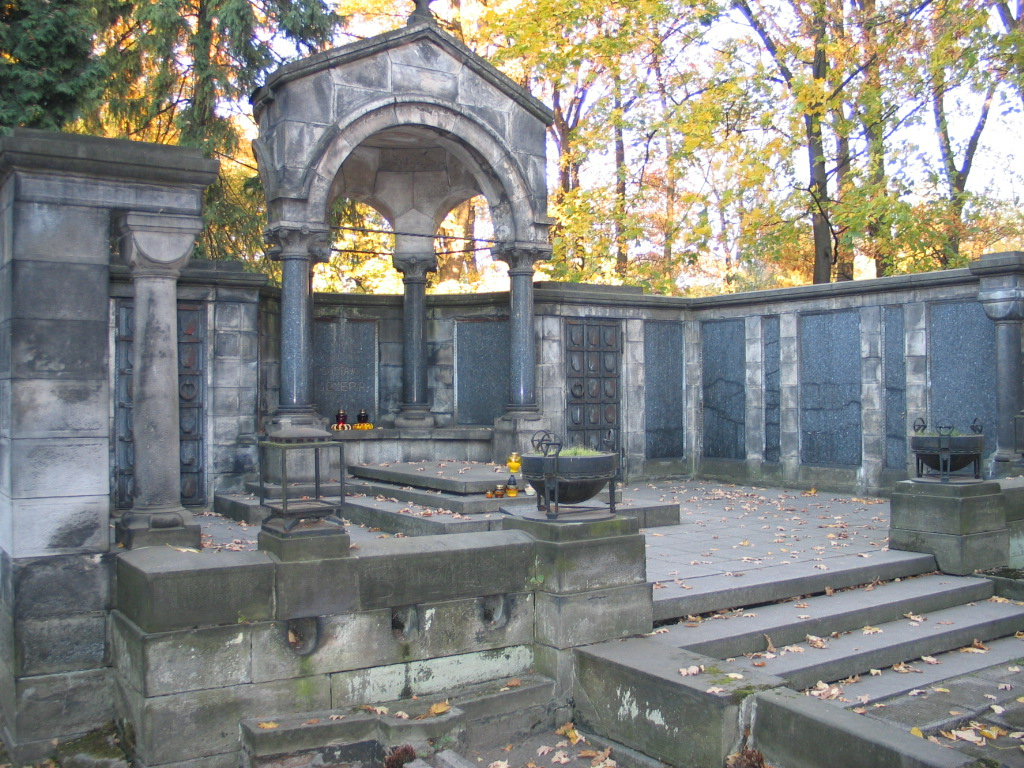
grobowiec Geyerów
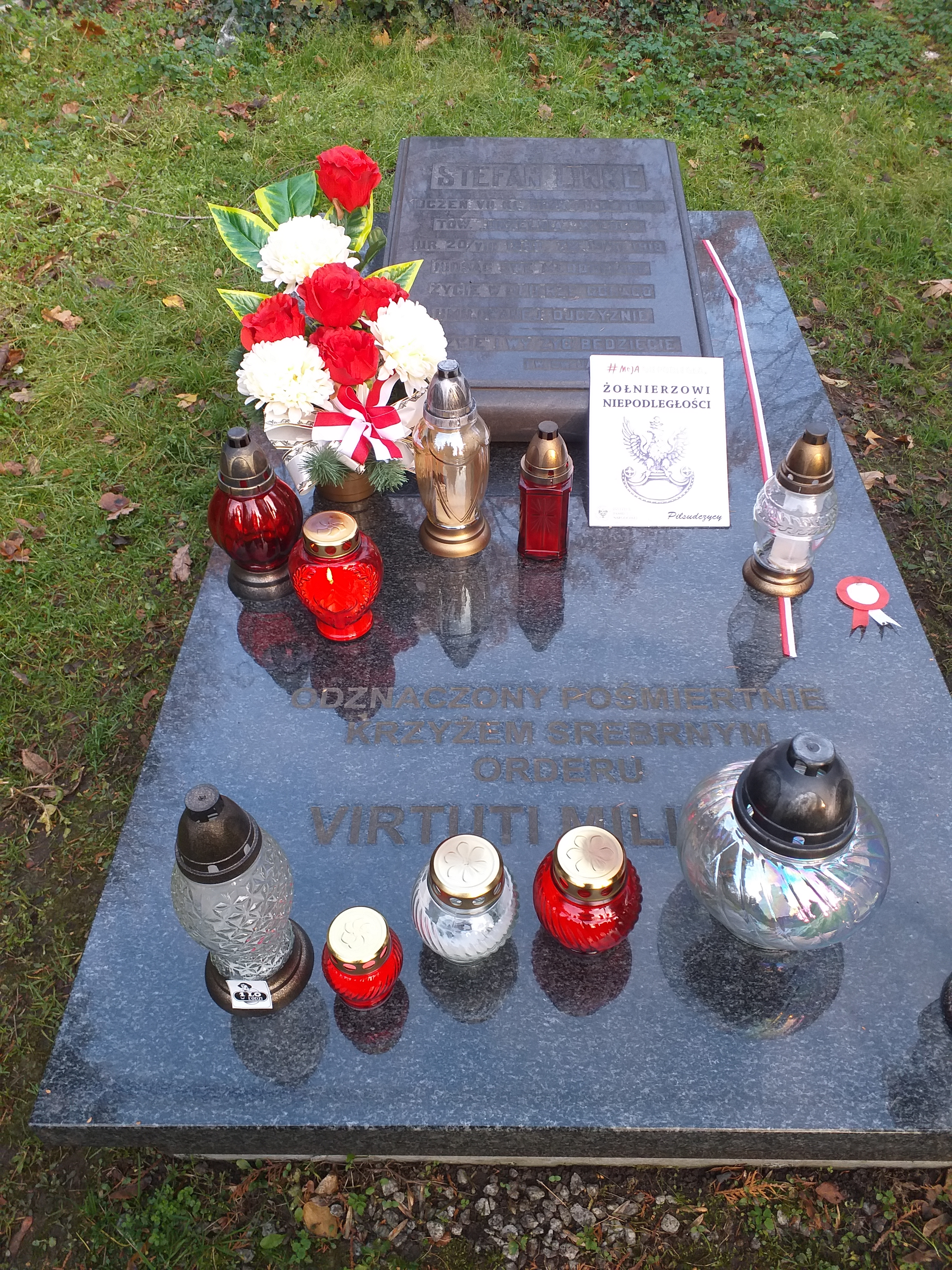
Grób Stefana Linke
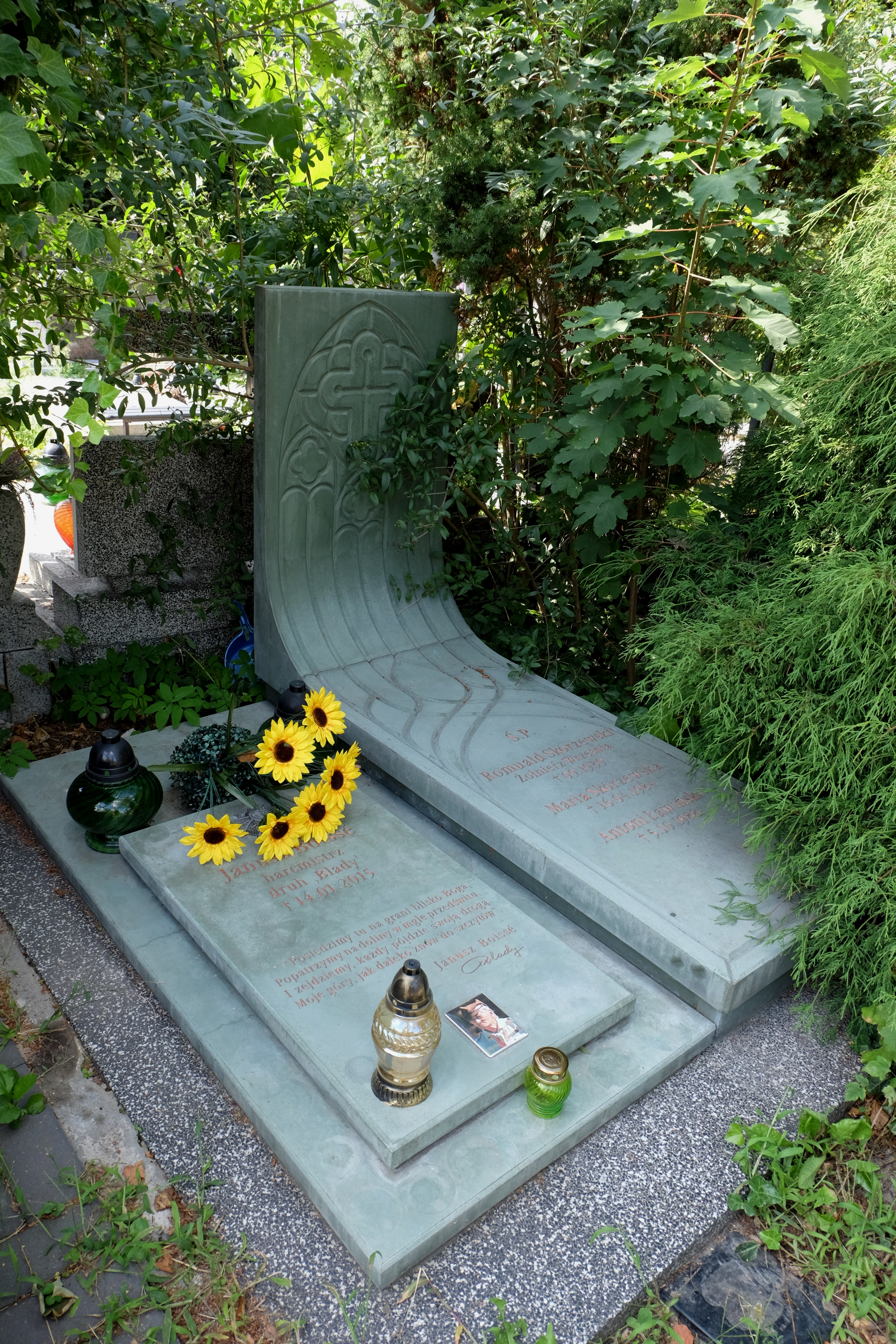
Grób harcmistrza Janusza Boissé w części ewangelickiej Starego Cmentarza w Łodzi
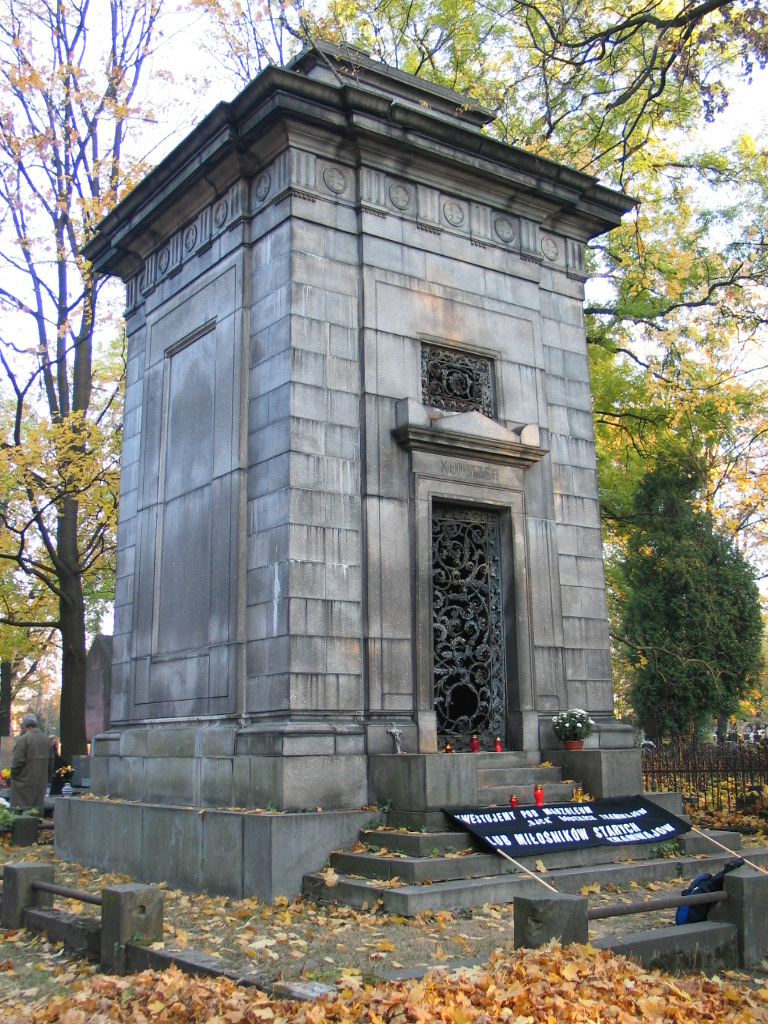
Grobowiec Juliusza Kunitzera
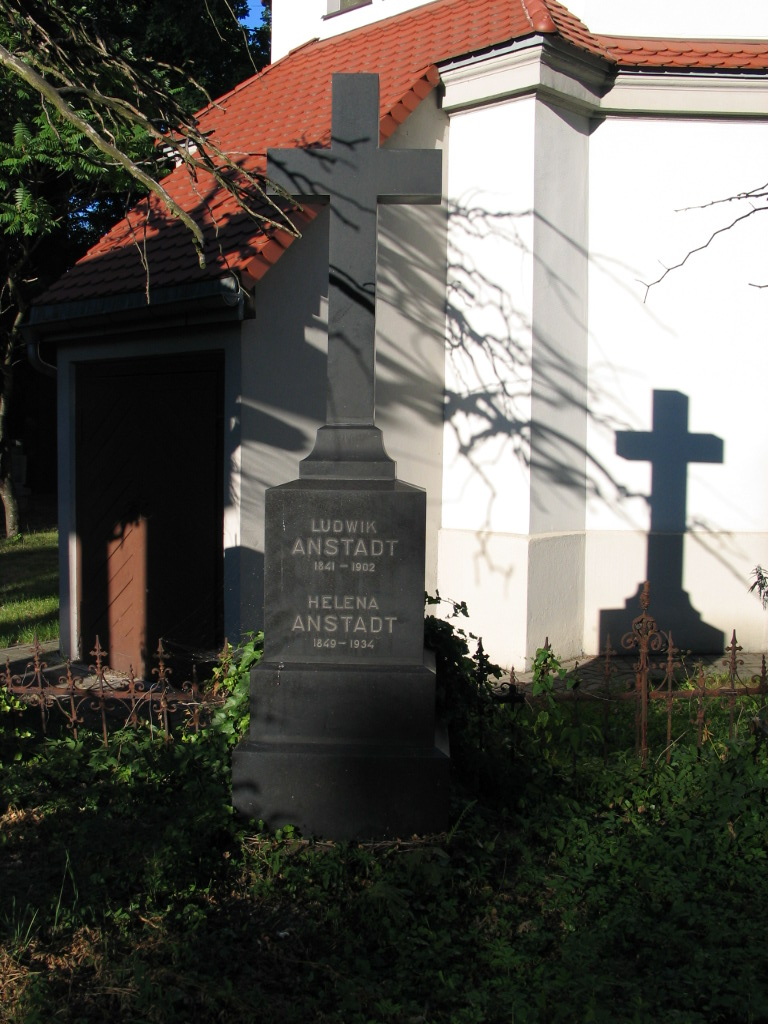
Grób Ludwika Anstadta